# Xichangmen (sockenhuvudort i Kina, Jiangsu Sheng, lat 32,22, long 118,76)
Xichangmen (kinesiska: 西厂门街道) är en sockenhuvudort i Kina. Den ligger i provinsen Jiangsu, i den östra delen av landet, omkring 18 kilometer norr om provinshuvudstaden Nanjing. Antalet invånare är 36 043. Befolkningen består av 17 304 kvinnor och 18 739 män. Barn under 15 år utgör 9,0 %, vuxna 15-64 år 79 %, och äldre över 65 år 11,0 %.
Runt Xichangmen är det mycket tätbefolkat, med 1 956 invånare per kvadratkilometer. Närmaste större samhälle är Nanjing, 18,1 km söder om Xichangmen. Trakten runt Xichangmen består till största delen av jordbruksmark.
Genomsnittlig årsnederbörd är 1 291 millimeter. Den regnigaste månaden är juli, med i genomsnitt 289 mm nederbörd, och den torraste är december, med 32 mm nederbörd.